# Stationsmästare

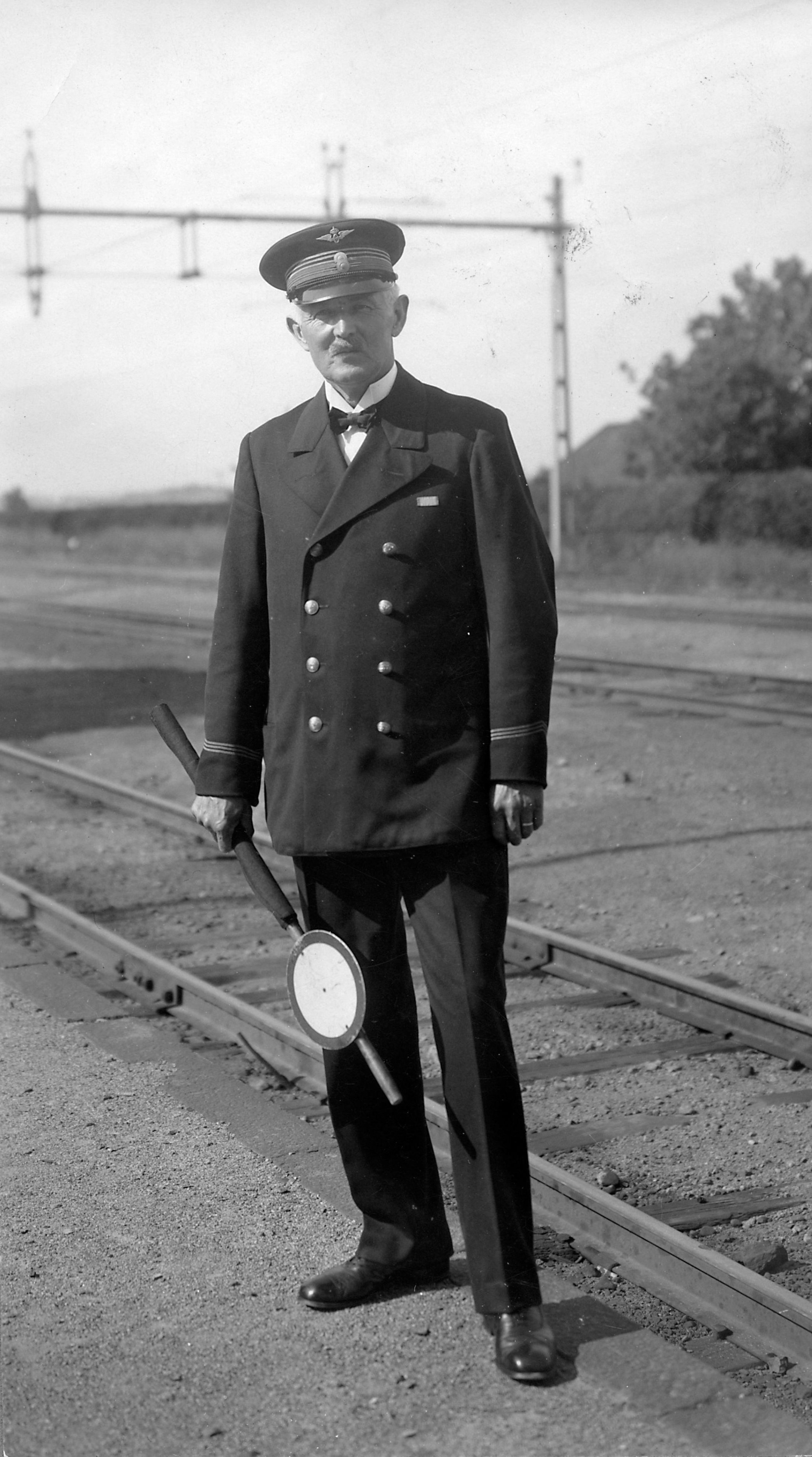
Stationsmästare E. Verner Eriksson i Bergsbrunna, 1935.

Stationsmästare var en järnvägstjänsteman, som var föreståndare för en järnvägsstation av lägre klass (vid Statens Järnvägar av sjunde till och med femte klass). Vid järnvägsstation av högre klass benämndes motsvarande befattning stationsinspektor (stins).